# Galibi Marworno
Galibi Marworno (Galibi do Uaçá, Uaça, Marworno, Uaçauara, Mum Uaça, Aruã, Aruán) je indijansko pleme iz grupe Kariba nastanjeno uz obalu Francuske Gijane i u 3 sela u brazilskoj državi Amapá. Većina Galiba danas se služi francuskim kreolskim i portugalskim. Svako selo ima poglavicu koji se bira direktnim izborom. Galibi iz Amape danas se bavi agrikulturom (višak prodaju), lovom i ribolovom. Ista ova skupina posjeduije i maleni pogon za proizvodnju manjih brodica kojima opskrbljuju cijelu regiju. Seoske škole su dvojezične. 

## Ime
Galibi-Marworno ne identificiraju sebe s grupum Galibi s rijeke Oiapoque, koji sami sebe nazivaju Kaliña. Ime Galibi je termin što je nametnut cijeloj populaciji u području rijeke Uaçá od strane državnih službi,  točnije ‘Comissão de Inspeção de Fronteiras e do Serviço de Proteção aos Índios’. Naziv Marworno potekao je od imena stare etničke zajednice Maruane ili Maruanu, a počeli su ga koristiti obližnji Palicur i Karipuna Indijanci. 

## Kratka povijest
Marworno ili Aruã u kontakt s Europljanima dolaze veoma rano. Iz područja današnih Gvajana oni migriraju u XVII stoljeću, bježeći pred Portugalcima. U prvoj polovici XVIII stoljeća oni Maraon naseljeni su po jezuitskim misijama na obali Francuske Gijane, zajedno s Galibima. Kasnije između 1765/68 ekspulzijom jezuita iz Gvajane počinje na područjima starih misija, sela i kolonijalnih naselja jače naseljavanje bijelog stanovništva i deportacija Aruã u sljedećem stoljeću, te njihovo naseljavanje uz rijeku Uaçá. Među njima još danas ima potomaka lovaca na robove. 

## Galibi Marworno danas
Galibi-Marworno populacija smještena je u Amapi na rezervatu Uaça (Áreas Indígena Uaça; 470,164 hektara) na sjeveru države, ali ih ima nešto i na rezervatu Juminã. Prema podacima FUNAI-a 1998. godine najveće selo je Kumarumã na srednjem toku rijeke Uaçá s populacijom od 1,506 ljudi. Selo Tukai imalo je tek 34 stanovnika i selo Laranjal ili Uahá blizu Jumine 88. van ovih njihovih 3 sela iste godine bilo je 89 Marworna u selu Flecha na rijeci Urukauá. Riba, manioka i piće caxiri glavna su hrana Marworna. 

## Vanjske poveznice
- 350 índios da etnia Galibi Marworno estăo com coqueluche, diz Funasa  Arhivirana inačica izvorne stranice od 30. rujna 2007. (Wayback Machine)
- Galibi
- Galibi-Marworno  Arhivirana inačica izvorne stranice od 7. rujna 2006. (Wayback Machine)